# Філинці (Кезький район)
Фі́линці (рос. Филинцы) — присілок в Кезькому районі Удмуртії, Росія.
Населення — 76 осіб (2010; 128 в 2002).
Національний склад станом на 2002 рік:
- удмурти — 98 %

Урбаноніми:
- вулиці — Починковська, Робоча